# Sus (Pyrénées-Atlantiques)
Sus is een gemeente in het Franse departement Pyrénées-Atlantiques (regio Nouvelle-Aquitaine) en telt 387 inwoners (1999). De oppervlakte bedraagt 11,50 km², de bevolkingsdichtheid is 33,65 inwoners per km².

## Demografie
Onderstaande figuur toont het verloop van het inwonertal (bron: INSEE-tellingen).

1. ↑  Populations de référence 2022.